# Виборчий округ 208
Виборчий округ 208 — виборчий округ в Чернігівській області. В сучасному вигляді був утворений 28 квітня 2012 постановою ЦВК №82 (до цього моменту існувала інша система виборчих округів). Окружна виборча комісія цього округу розташовується в приміщенні Бахмацького районного будинку культури за адресою м. Бахмач, вул. Соборності, 59.
До складу округу входять Бахмацький, Борзнянський, Куликівський, Менський і Талалаївський райони та частина Ічнянського району (місто Ічня і територія на північний схід від нього). Виборчий округ 208 межує з округом 207 на півночі, з округом 160 на північному сході, з округом 161 на сході, з округом 209 на півдні, з округом 210 на південному заході та з округом 206 на заході. Виборчий округ №208 складається з виборчих дільниць під номерами 740001-740046, 740089-740091, 740093-740133, 740197-740201, 740204, 740208-740209, 740215, 740218, 740221, 740225, 740228, 740231-740232, 740235-740236, 740239-740240, 740393-740455 та 740783-740810.

## Народні депутати від округу
| Ім'я                          | Фото | Партія                        | Скликання | Дата набуття повноважень | Дата припинення повноважень |
| ----------------------------- | ---- | ----------------------------- | --------- | ------------------------ | --------------------------- |
| Ляшко Олег Валерійович        |      | Радикальна партія Олега Ляшка | 7-ме      | 12 грудня 2012           | 27 листопада 2014           |
| Давиденко Валерій Миколайович |      | Заступ                        | 8-ме      | 27 листопада 2014        | 29 серпня 2019              |
| Давиденко Валерій Миколайович |      | самовисуванець                | 9-те      | 29 серпня 2019           | 23 травня 2020              |
| Гунько Анатолій Григорович    |      | Слуга народу                  | 9-те      | 17 листопада 2020        |                             |

## Результати виборів

### Парламентські

#### 2020 (проміжні)
Одномандатний мажоритарний округ:

Кандидати-мажоритарники:
- Гунько Анатолій Григорович (Слуга народу)
- Ляшко Олег Валерійович (Радикальна партія Олега Ляшка)
- Давиденко Людмила Олексіївна (самовисування)
- Гунько Анатолій Миколайович (самовисування)
- Гунько Ігор Віталійович (самовисування)
- Василевич Володимир Степанович (самовисування)
- Донець Іван Михайлович (ПСПУ)
- Каплін Владлена Олександрівна (ПплСК)
- Оскер Олексій Генріхович (самовисування)
- Цісельський Михайло Іванович (самовисування)
- Симоненко Іван Петрович (За Права Людини)
- Чорний Віталій Анатолійович (Команда Сергія Мінька)
- Побігай Михайло Олександрович (самовисування)
- Крутчак Василь Васильович (ПКПУ «Північний шлях»)
- Карпович Віктор Васильович (Сам за себе)
- Нечіпоренко Володимир Сергійович (Партія захисників Вітчизни)
- Суханов Сергій Анатолійович (Партія Сергія Суханова)
- Нечепорук Денис Іванович (Товариш)

#### 2019
Кандидати-мажоритарники:
- Давиденко Валерій Миколайович (самовисування)
- Панченко Антон Олександрович (Слуга народу)
- Бровченко Костянтин Михайлович (Батьківщина)
- Примаков Геннадій Анатолійович (Радикальна партія)
- Гаврутенко Олександр Анатолійович (самовисування)
- Усенко Анатолій Анатолійович (Голос)
- Гайдукевич Валерій Володимирович (самовисування)
- Ткаченко Віктор Іванович (Опозиційна платформа — За життя)
- Потеруха Валентин Олександрович (Свобода)
- Давиденко Антон Миколайович (самовисування)
- Давиденко Артем Миколайович (самовисування)
- Савченко Олександр Валерійович (самовисування)
- Веремієнко Оксана Віталіївна (Опозиційний блок)

#### 2014
Кандидати-мажоритарники:
- Давиденко Валерій Миколайович (Заступ)
- Запорощук Валентин Анатолійович (самовисування)
- Шимко Павло Миколайович (1971 р.н.) (Радикальна партія)
- Неволько Вячеслав Анатолійович (Батьківщина)
- Брюховецький Володимир Борисович (Свобода)
- Устенко Петро Іванович (самовисування)
- Голиця Михайло Миколайович (самовисування)
- Шиш Віктор Миколайович (самовисування)
- Шимко Павло Миколайович (1982 р.н.) (самовисування)
- Веремієнко Олександр Борисович (Комуністична партія України)
- Бєлова Валентина Миколаївна (самовисування)
- Ткаченко Віктор Іванович (Опозиційний блок)
- Череп Микола Миколайович (самовисування)
- Лозицький Валерій Григорович (Сильна Україна)
- Вегера Ірина Дмитрівна (самовисування)

#### 2012
Кандидати-мажоритарники:
- Ляшко Олег Валерійович (Радикальна партія)
- Голиця Михайло Миколайович (самовисування)
- Неволько Вячеслав Анатолійович (Батьківщина)
- Данько Григорій Володимирович (самовисування)
- Михно Сергій Анатолійович (Комуністична партія України)
- Пухкал Олександр Григорович (Україна — Вперед!)
- Дмитренко Світлана Олександрівна (Українська народна партія)
- Дзюбан Юрій Володимирович (Соціалістична партія України)
- Богатирьов Іван Григорович (самовисування)
- Ходос Людмила Вікторівна (самовисування)
- Бойправ Борис Степанович (самовисування)
- Секела Руслан Михайлович (самовисування)
- Паньков Олександр Юрійович (Україна майбутнього)

## Явка
Явка виборців на окрузі: